# Passion (film, 2005)
Pour les articles homonymes, voir Passion.
Pour plus de détails, voir Fiche technique et Distribution.
Passion (Titre syrien : Bal al-Makam) est un film franco-syrien de Mohamed Malas, sorti en 2005.

## Synopsis
Passionnée de musique, et plus particulièrement fan de la chanteuse Oum Kalthoum, Imane fredonne et reprend ses chansons. Seulement, une femme syrienne dans la musique est très mal vu aux yeux des hommes et n'est respectable que dans le silence. Sa famille décide d'en finir avec elle.

## Fiche technique
- Titre original : Bal al-Makam
- Titre français : Passion
- Réalisation : Mohamed Malas
- Scénario : Mohamed Malas et Ahmed Attia
- Directeur de la photographie : Tarek Ben Abdallah
- Musique : Marcel Khalifé
- Montage : Kahena Attia Riveill
- Sociétés de production : Cinétévé, Cinétéléfilms
- Pays :  France,  Syrie
- Langue originale : arabe
- Genre : drame
- Durée : 1h38 minutes
- Date de sortie : 10 août 2005

## Distribution
- Salwa Jamil : Imane
- Naceur Ouerdiani : Abou Sobhi
- Oussama Sayed Youssef : Adnan
- Mahmoud Hamed : Abou Rachid
- Houda Rokbi : Om Rachid
- Yara Chakra : Joumana
- Kamel Jaber : Jamil
- Ghassen Dhahabi : Yahia
- Ahmed Fateh Jaddou : Sobhi
- Houssein Chibane : Bakri
- Sondes El Hassan : Rabîa